# Sukaramai (Pekanbaru Kota)
Sukaramai is een bestuurslaag in het regentschap Pekanbaru van de provincie Riau, Indonesië. Sukaramai telt 4700 inwoners (volkstelling 2010).